# Темрява

Темрява

Те́мрява, темно́та́, пі́тьма́ — відносна відсутність видимого світла, що сприймається як чорний колір в колірному спектрі. Коли світла немає, палички та колбочки всередині очей не стимулюються, а це означає, що клітини фоторецепторів не посилають в мозок жодних сигналів, як вони це роблять при подразненні їх світлом певної частоти та довжини хвилі. При поганій освітленості сприйняття очей стає ахроматичним, а в разі темряви — чорним. У багатьох культурах емоційна реакція на темряву має важливе метафоричне значення.

## У науці

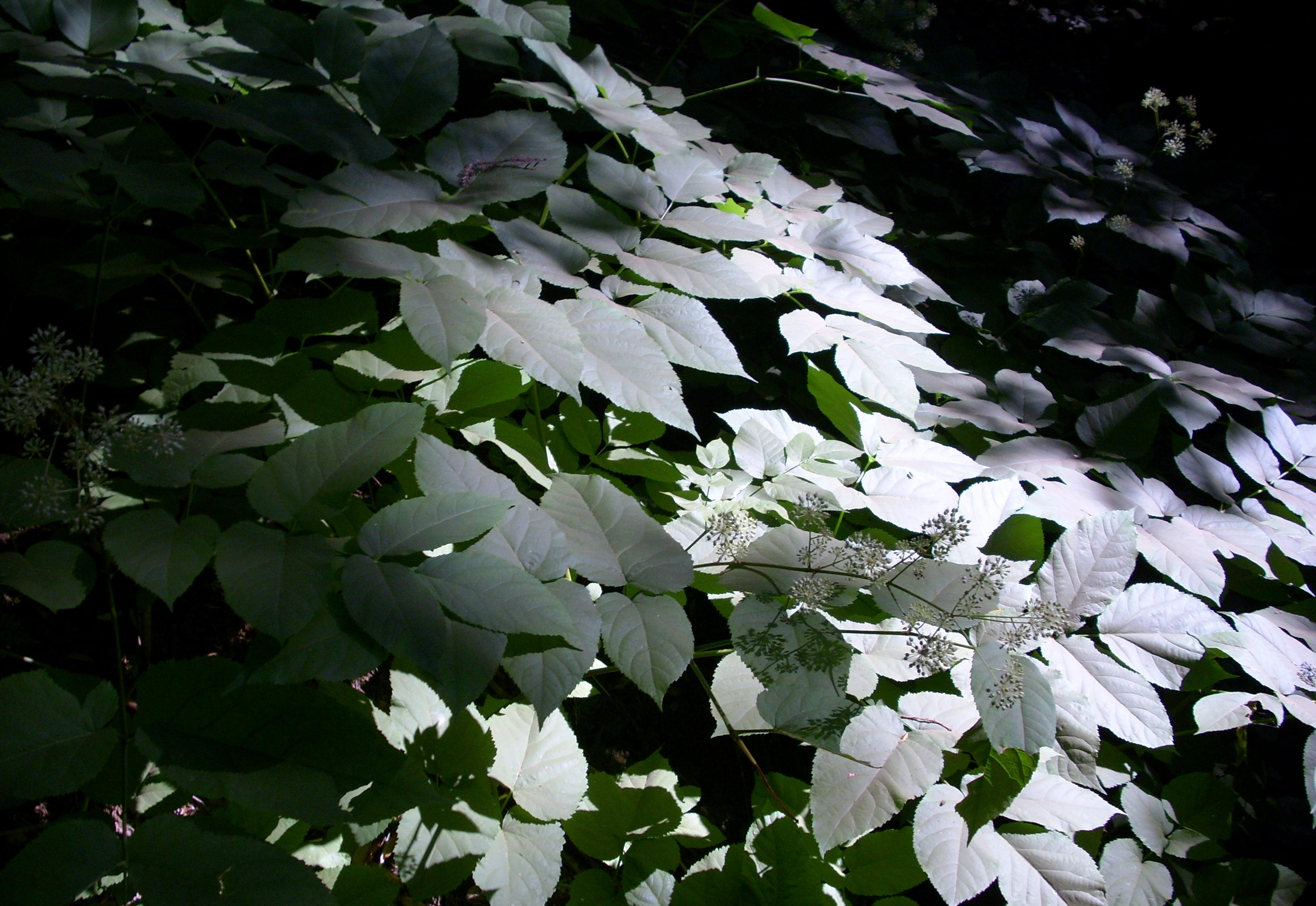
Світло висвітлює частину куща. Де світло не відбивається, там темрява.

Темний об'єкт поглинає фотони, і тому виглядає неяскравим порівняно з іншими об'єктами. Наприклад, матова чорна фарба не відображає видиме світло та здається темною, а біла фарба відображає все видиме світло, тому здається яскравою. Детальніше див. у статті колір.
Однак світло не може просто поглинатися нескінченно. Будь-яка енергія, в тому числі й енергія видимого світла, не може бути створена з нічого або знищена, можливе лише перетворення енергії з одного виду в інший. Більшість об'єктів, які поглинають видиме світло, втрачають енергію через випромінювання в інфрачервоній області спектру. Таким чином, хоча об'єкт виглядає темним, цілком ймовірно, що він є яскравим на частоті, яку людина не може бачити. Додаткові відомості див. у статті абсолютно чорне тіло.
Темна область простору має обмежені джерела світла, через що предмети стає важко побачити. Поперемінний вплив світла та темряви (дня і ночі) викликав декілька видів еволюційних адаптацій до темряви. Коли хребетна тварина, зокрема й людина, входить у темний простір, її райдужна оболонка розширюється, що сприяє потраплянню в очі більшої кількості світла та покращує нічне бачення. Крім того, при еволюційній адаптації до темряви клітини-детектори світла ока (палички та колбочки) містять більше родопсину, який відповідає за чорно-білий зір.
Однією з наукових мір темряви є шкала темряви неба Бортля, за якою вимірюють яскравість нічного неба та окремих зірок на певних ділянках небосхилу і за якою можна порівнювати спостережуваність небесних об'єктів на цих ділянках.

## Етимологія
Українське слово «темрява» етимологи розглядають, як похідне від праслов'янського tьma «пітьма» й спордінене з давньоіндійським tamráh «який затемнює» та давньоверхньонімецьким dëmar «морок» (пор. з сучасним німецьким Dämmerung «сутінки»).
У давньоанглійській мові було три слова, що означають темряву: heolstor,genip та sceadu. Heolstor означало також «тайник» та перетворилося на «holster» (кобура).Genip означало «туман» та вийшло з ужитку, як і багато «строгих дієслів». Проте нідерландською мовою досі говорять «in het geniep», що означає «таємно». Sceadu перетворилося на «shadow» (тінь) і залишилося у використанні. Слово dark (темрява) еволюціонувало зі слова deorc.

## У культурі

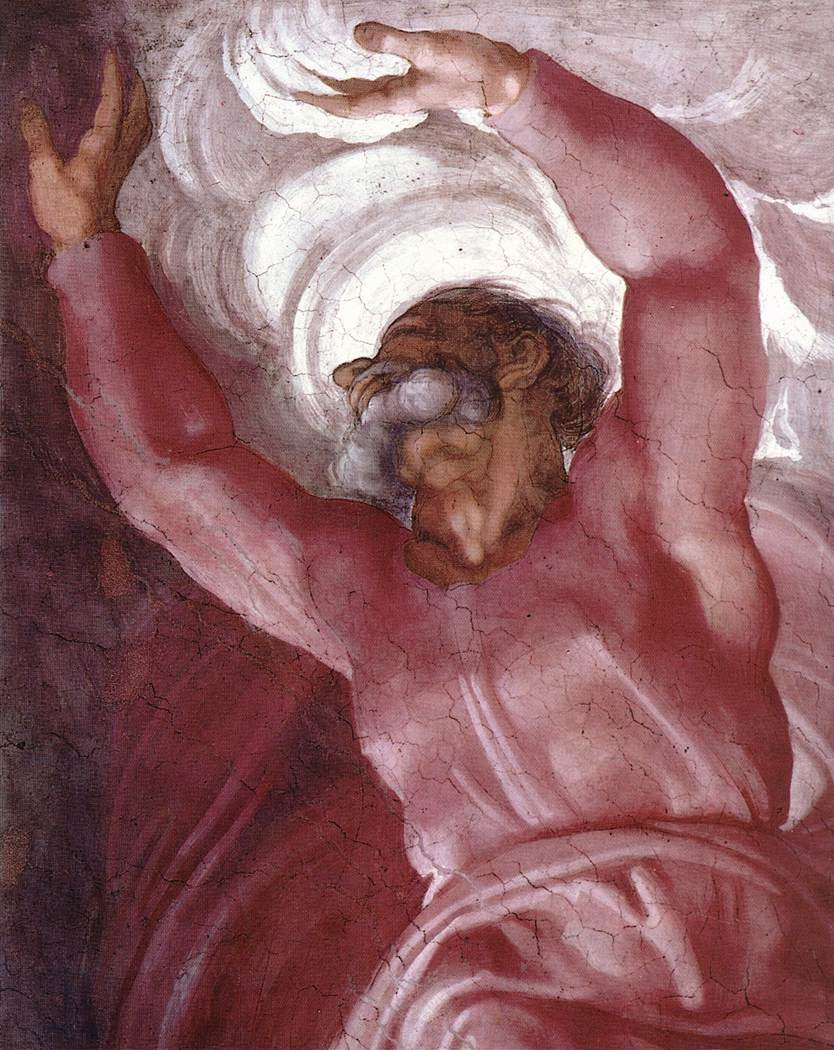
Поділ світла та темряви, на стелі Сикстинської капели, Мікеланджело

### У поезії
У Західному світі темрява, як поетичний термін, може символізувати зневіру, зло або депресію. Релігійні тексти часто використовують темряву, щоб підкреслити важливість оповіді. У Біблії темрява була передостанньою з десяти кар єгипетських (Вихід 10:21) і місцем «плачу та скреготу зубів». (Матвія 8:12) Коран тлумачить, що ті, хто переступає межі праведності, приречені на «спопеляючу безвихідь та крижану темряву». (Наба 78.25)
У китайській філософії інь служить для вираження жіночої частини тай-цзи та представляє його темну частку.
Використання темряви як риторичного прийому має давні стійкі традиції. Вільям Шекспір вивів персонажа на ім'я Сатана, «князь пітьми» (Король Лір: III, iv) і надав темряві щелепи, які пожирають любов. (Сон в літню ніч: I, i)) Середньовічний англійський поет XIV століття Чосер писав, що лицарі повинні позбутися «трудівників пітьми». Данте описав пекло як «тверді згустки темряви».

### В образотворчому мистецтві

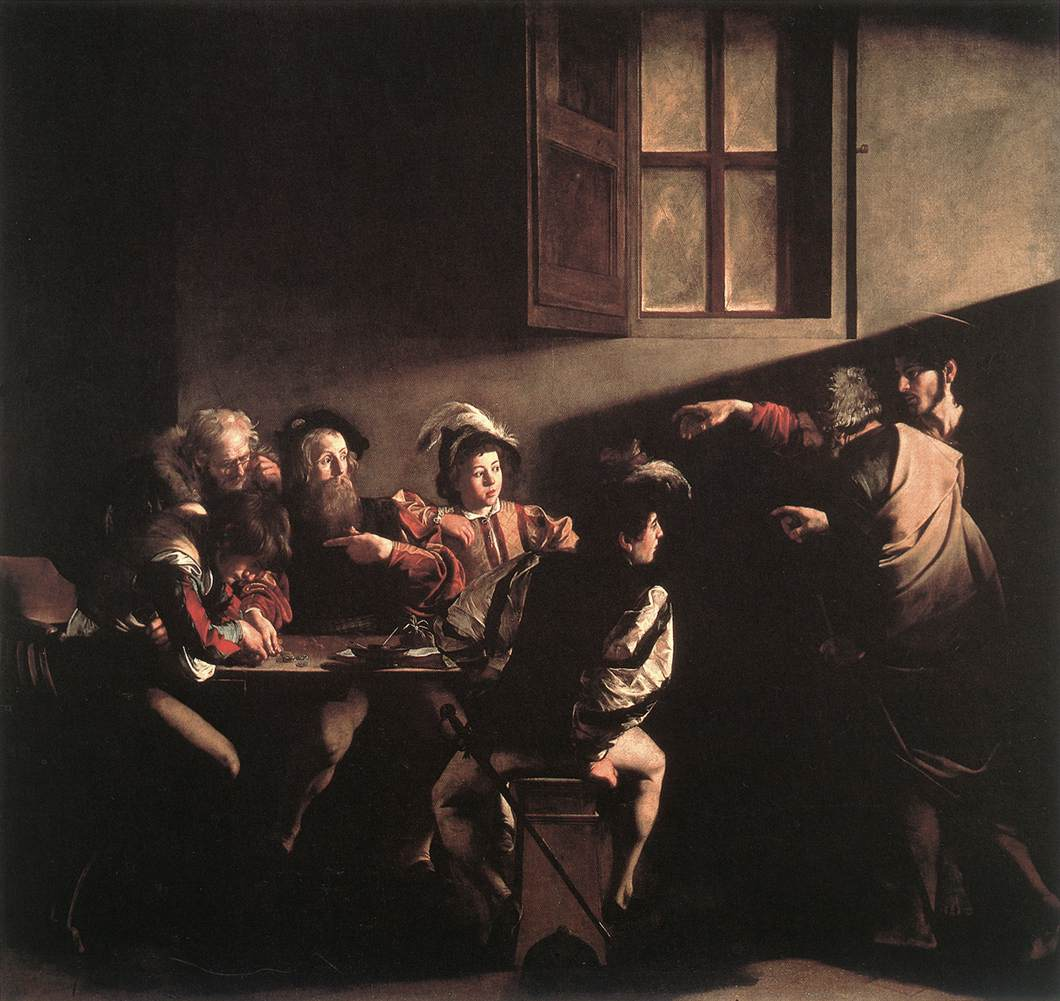
У картині Закликання апостола Матвія Караваджо використовує темряву для створення ефекту світлотіні.

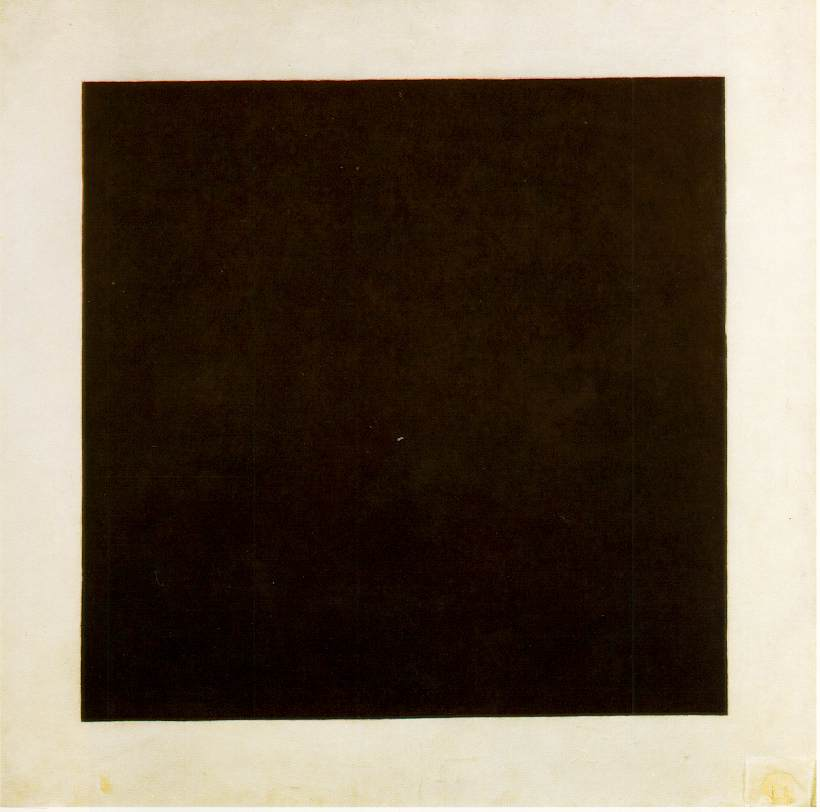
Загадковий Чорний квадрат Малевича — картина, на якій відсутнє зображення видимого світла

Темнота може також використовуватися в образотворчому мистецтві, щоб підкреслити світло або контрастувати зі світлом. Див. статтю світлотінь проя використання таких контрастів у візуальних засобах масової інформації.
Щоб створити темряву, кольорові фарби змішують разом, оскільки кожний колір поглинає певні частоти світла. Теоретично суміш трьох основних кольорів або трьох вторинних кольорів буде поглинати все видиме світло та створювати чорний колір. Проте на практиці важко уникнути перетворення суміші в сполуку коричневого відтінку.
Колір пікселя на стандартному 24-бітному дисплеї комп'ютера визначається трьома числами від 0 до 255, по одному числу для червоного, зеленого та синього кольору. Оскільки відсутність світла є темрявою, темні кольори ближче до точки з координатами (0,0,0).
Темрява може також використовуватися в малюванні для створення провідних ліній на зображенні або для створення порожнечі. Ці методи застосовуються, щоб привернути увагу до малюнка. Використання тіней збільшує на зображенні перспективу.